# 일본 노동자공산당
일본 노동자공산당(일본어: 日本労働者共産党 니혼료됴사교산토[*], 영어: Workers' Communist Party In Japan)은 1999년에 창당된 일본의 마르크스-레닌주의 정당이다.

## 개요
모택동사상연구회를 기원으로 하는 일공ML과 마르크스-레닌주의 정파이자 공산동의 최대 정파인 일본 공산주의자동맹 혁기파가 합당하여 만들어졌다. 합당 과정은 마오쩌둥 사상을 기반으로 하는 일공ML이 주도했다. 이러한 이유 때문에 1990년대 당시 수정주의 노선을 걷고 있었던 일본공산당과 트로츠키주의 정파인 혁명적공산주의자동맹은 합당에 대하여 “스탈린주의가 마오쩌둥 사상에 굴복하였다.”라고 비판하였다.

## 강령
당 강령은 "마르크스-레닌주의와 마오쩌둥 사상을 발전시켜 기회주의 및 수정주의와 투쟁"(반수정주의), "프롤레타리아 국제주의를 견지하여 세계 사회주의 혁명을 달성"(국제주의), "미제국주의와 일본 제국주의를 타도하여 노동자·농민 계급독재에 기초한 사회주의국가 건설"(반제국주의) 세 가지로 요약할 수 있다. 반수정주의를 표방하고 있으나 구 소련의 사회를 사회제국주의-관료제국가자본주의(社帝-官僚制国家資本主義) 체제로 평가한다는 점에서 기존 반수정주의자들과 일정한 차이점이 존재한다.
조직 원리는 하부 조직의 상부에 대한 보고를 의무화하는 동시에, 상부의 결정에 따르는 민주집중제를 채택하고 있다.

### 교조주의에 대한 입장
마르크스주의에서 논해지는 교조주의는 속류유물론(俗流唯物論)에 기반하고 있는 경제주의와 소극주의로 설명될 수 있다. 일본 노동자공산당은 혁명에 퇴조를 가져오는 모든 류의 교조주의에 반대하며, 이러한 교조주의의 기반인 정통마르크스주의를 비판하여 형성된 마르크스-레닌주의와 마오쩌둥 사상을 주요 이념으로 채택하였다.

### 기회주의에 대한 입장
기회주의 비판은 주로 일본 혁명적공산주의자동맹의 활동과 관련하여 진행된다. 일본 노동자공산당은 트로츠키주의를 포함한 모든 류의 기회주의 및 좌경모험주의 사상을 반대하고 있기에, 혁공동과 관련된 모든 정파를 인정하지 않는다. 또한, 일본공산당의 보수화를 지적하고 있으며, 이들이 사실상 서유럽 마르크스주의 노선에 경도된 수정주의 집단이자 기회주의 집단으로 전락했다고 비판한다.

## 정치
통합된 양대 정파 중 하나인 일공ML은 마오쩌둥 사상에 근거하여 일본 사회의 성격을 반봉건반자본주의(半封建半資本主義) 상태로 규정하고, 민주주의 달성(반파쑈민주주의혁명)을 통하여 사회주의로의 이행이라는 객관적 조건을 달성하기 위해 '평화민주세력과 광범위한 연합'이라는 통일전선 노선을 따르고 있었으나, 이는 오류였다는 것을 자아비판하고, 일본이 국가독점자본주의 상태에 이르렀기에 사회주의 혁명을 목표로 해야 한다는 것을 밝혔다. 물론, 이러한 변화를 가져오기 위해서 통일전선에 기반해야 한다는 입장은 변하지 않았다.
동시에 일본 공산주의자동맹 혁기파는 과거 자파(自派)가 마르크스-레닌주의에 근거한다고 자칭했지만, 분트의 이론 상당 부분이 트로츠키주의에 영향을 받았으며, 이론적으로 몇 가지 중대한 오류가 있었다는 점도 인정하였다.
일본 노동자공산당 지도부는 현재 시행되는 일본국헌법이 사회주의 달성의 걸림돌이며, 기본적으로 미제국주의와 일본 반동들과의 타협 산물이라고 분석하고 있기에 사회주의에 걸맞는 새로운 헌법 제정을 주장하고 있다. 일본 우익의 보통국가론에 대해서는 역사 발전 정도를 봉건주의 상태로 퇴보시키는 것이라고 비판하며, 여전히 무군대 상태를 지향하고 있다. 천황제에 대해서는 무조건적인 폐지를 요구하며, 일본 노동운동계에서는 비정규직 노동자 중심의 노동운동을 지향하고 있다.

## 국제
반미를 기반으로 하여 일본의 국수주의와 친미주의를 모두 비판하고 있으며, 일본에 주둔하고 있는 모든 미군의 즉각적인 철수를 주장하고 있다. 또한, 최근 한일 무역분쟁에서 아베 정권의 무역규제 철회를 주장하고 있으며, 국가 차원에서의 식민지 배상과 개인 차원에서의 식민지 배상은 다르기에 여전히 일본이 한국에 식민지 배상을 해야 하며, 역사 교육 과정에 일본의 제국주의 약탈 행위에 대한 내용을 첨가해야 한다는 입장을 견지하고 있다. 또한, 중동에서 벌어지고 있는 여러 전쟁의 원인은 미국이라고 주장하고 있으며, 이에 대항하는 모든 류의 저항을 지지하고 있다.

## 연표
- 1993년 6월 일본 공산주의자동맹 혁기파와 일공ML의 통합 협의 진행
- 1999년 6월 노동자공산당 결성 대회(제1차 당대회)
- 2002년 6월 제2차 당대회
- 2005년 7월 제3차 당대회